# Omar Hasan
Omar José Hasan Jalil (San Miguel de Tucumán, 21 aprile 1971) è un ex rugbista a 15 e baritono argentino, già pilone di Agen e Tolosa e internazionale in tre edizioni della Coppa del mondo; dopo la fine della carriera agonistica ha intrapreso quella artistica, creando un proprio gruppo musicale che mischia sonorità classiche al tango.

## Biografia
Siriano d'origine, Hasan crebbe rugbisticamente nel Natación y Gimnasia, polisportiva di Tucumán; con esso esordì anche nel campionato provinciale argentino e, nel 1995, nella selezione nazionale argentina (primo impegno, il Panamericano a Buenos Aires).
Nello stesso anno vinse il Sudamericano e nel 1996 si trasferì negli australiani Brumbies, nel Super 12, divenendo professionista; tornato in Argentina, prese parte con la Nazionale alla Coppa del Mondo di rugby 1999 e successivamente si trasferì in Francia all'Agen, dove rimase tre stagioni, nel frattempo partecipando anche alla Coppa del Mondo di rugby 2003.
Dal 2004 al Tolosa, con il club del Midi vinse al suo primo anno la Heineken Cup, laureandosi campione d'Europa, e giunse in un'altra occasione alla finale, nel 2008; finalista anche nel campionato francese nel 2006, divenne campione nazionale nel 2008, proprio nella sua ultima stagione da professionista: la gara d'assegnazione del titolo francese vinta contro il Clermont allo Stade de France fu infatti la sua ultima partita.
Dopo il ritiro Hasan si è dedicato al canto, sua passione da sempre: baritono naturale, cantò l'inno nazionale prima del match Francia - Argentina del novembre 2008 e vanta anche un disco in cui si produce in variazioni canore su ritmi di tango, oltre a prodursi anche in esibizioni di musica lirica e sacra.

## Palmarès
- Campionati sudamericani: 1
Argentina: 1995
- Campionati francesi: 1
Tolosa: 2007-08
- Heineken Cup: 1
Tolosa: 2004-05